# Harmsiodoxa
Harmsiodoxa é um género botânico pertencente à família Brassicaceae.